# Valentiniaanse verhandeling
De  Valentiniaanse verhandeling is een gnostisch geschrift. Een Koptische vertaling maakte deel uit van de vondst van de Nag Hammadigeschriften in 1945. Er moet een oorspronkelijk Griekse tekst zijn geweest, maar daar is nooit iets van gevonden. Het werk behoort tot de teksten die zijn ontstaan in de gnostische beweging die aangeduid wordt als het valentinianisme. De grondlegger van die beweging was Valentinus (overleden na 155). 
Het manuscript werd in zwaar beschadigde staat gevonden. Op iedere pagina zijn de bovenste zestien regels afwezig en ook de rest van de tekst heeft nogal wat schade. Ruim de helft van de tekst is dan ook verloren. Als het handschrift al een titel had, is die ook verloren. De huidige titel is gekozen vanwege de inhoud van de wel leesbare tekst. 
Het geschrift heeft twee duidelijk te onderscheiden delen. Het eerste deel is een verhandeling over de valentiniaanse mythologie. Het tweede deel bestaat uit vijf teksten over zalving,  doop en de eucharistie. Het is duidelijk dat dit instructies bevat voor personen om hen voor bereiden op een vorm van initiatie binnen de valentininaanse kerkelijke gemeenschap. De eerste leesbare zin van het geschrift is dan ook  Ik zal mijn geheim vertellen aan hen die de mijnen zijn en aan hen die de mijnen zullen worden. 

## Algemene noties
De valentinianen gingen uit van een drieledige werkelijkheid. Die was verdeeld in een pneumatische wereld (de goddelijke wereld), een psychische wereld (de wereld van de demiurg) en een stoffelijke wereld (de onvolmaakte zichtbare wereld met al het kwaad, dat in de gnostiek gecreëerd  wordt door de demiurg). Ook de mensheid wordt in drie typen ingedeeld; de pneumatici  (geestelijke mensen),  de psychici (psychische mensen) en de hylici (hylẽ, stof, stoffelijke mensen) 
De goddelijke wereld wordt in alle gnostische stromingen aangeduid met het woord pleroma. Het is de benaming voor de volheid, de structuur en verblijfplaats van de goddelijke wereld. Er zijn binnen de gnostiek en ook binnen het valentinianisme meerdere constructies van een pleroma. In de meeste gnostische constructies is sprake van een top van het pleroma, dat bestaat uit drie hypostasen, goddelijke zijnsvormen, die te vergelijken zijn met de drie-eenheid van het orthodoxe christendom. Het handelt dan om de figuur van een onkenbare, niet te bevatten Vader, een Moeder en een Zoon. 
In alle gnostische teksten over het pleroma verschijnen dan eonen. Dat zijn emanaties van de Moeder en de Zoon. Het zijn goddelijke krachten van een lagere orde. In vrijwel alle gnostische teksten ontstaat dan een breuk in de volmaaktheid van het pleroma, omdat een van de eonen een handeling verricht waardoor dat eon of een deel daarvan buiten het pleroma geraakt.

## Essentie van de inhoud
Binnen het valentinianisme zijn er twee basisconstructies van een pleroma.  De Valentiniaanse verhandeling gaat uit van het meest bekende type. Daarin is sprake van een Oervader, die aangeduid wordt als Diepte (Bathos). Samen met hem was zijn Gedachte (Ennoia), ook wel aangeduid als Genade (Charis) of Stilte (Sigẽ). Diepte brengt een zaad in Stilte en daaruit ontstaat  Geest (Nous), ook wel aangeduid als de Eniggeborene (Monogenẽs). Nous is de enige die de grootheid van zijn Oervader kan bevatten. Naast Nous wordt ook Waarheid (Alẽtheia) voortgebracht. Uit Geest/Nous en Waarheid komen nog twee andere paren voort, Woord (Logos) en Leven (Zõẽ) en Mens (Anthrõpos) en Kerk (Ekklẽsia). Die paren brengen nog eens elf andere paren van eonen voort. De naam van het laatste en jongste vrouwelijke eon is Sophia (Wijsheid). In de basisconstructie zijn er dan dertig eonen. 
In grote lijnen volgt het verhaal in de  Valentiniaanse verhandeling  de gebruikelijke mythologische kaders.  Er is sprake van een breuk in de volmaaktheid van het pleroma door het handelen van het jongste eon Sophia (Wijsheid), die het onmogelijke wil door een poging de onkenbaarheid van de niet te bevatten Vader te doorgronden. Het gevolg is de val Sophia uit het pleroma en de gebruikelijke keten van gebeurtenissen van het ontstaan van een demiurg, de schepping van de materiële wereld en de stoffelijke mens, de verlossing en het herstel van de eenheid van het pleroma.  
In de   Valentiniaanse verhandeling  is echter sprake van een aantal verschillen met andere valentiniaanse teksten, zoals het Evangelie der Waarheid en de Verhandeling in drie delen. De auteur voegt een zeer groot aantal eonen toe. Het paar Woord (Logos) en Leven (Zõẽ) brengt hier honderd eonen voort. Het paar Mens (Anthrõpos) en Kerk (Ekklẽsia) brengt driehonderdzestig eonen voort. 
Zeer opvallend is dat in deze tekst de triniteit van de werkelijkheid en verdeling van de mensheid ontbreekt. In plaats daarvan is sprake van een dualistische verdeling tussen geest en materie. De groep psychici (psychische mensen) ontbreekt  geheel. Dat is de groep die nog  een kans maakt op de verlossing. Er is nu alleen sprake van het bestaan van mensen die zeker zijn van de verlossing en een groep die zeker verloren zal gaan. In het vakgebied is daar geen verklaring voor aanwezig. 
In alle andere valentiniaanse literatuur wordt aan het eind van het verhaal Sophia herenigd met de Verlosser. In dit geschrift wordt zij herenigd met haar paargenoot. 
Er is geen nauwkeuriger datering voor het ontstaan van de oorspronkelijke tekst te geven dan tussen 150 en 300. 